# Stereospermum cylindricum
Quao vàng, còn gọi là quao trụ, khé trụ, ké hoa trắng (Stereospermum cylindricum) là một loài thực vật có hoa trong họ Chùm ớt. Loài này được Pierre ex Dop miêu tả khoa học đầu tiên năm 1930.